# La sai l'ultima sui matti?
La sai l'ultima sui matti? è un film del 1982 diretto da Mariano Laurenti.

## Trama
Il film è composto da una serie di sketch ambientati in un manicomio legati da un filo conduttore relativo a due pazienti in particolare. Gustavo Settecase, detto Caciotta, è un matto che viene ricoverato nella casa di cura diretta dall'avvenente Vanessa Lelli. Caciotta è ossessionato dal volere spogliare le donne che incontra: la vera stranezza sta nel fatto che lo fa non a scopo libidinoso, bensì per costruirsi semplicemente delle fionde con gli elastici delle mutandine delle malcapitate. Suo compagno di stanza è il napoletano Spermatozoo, convinto di essere tale di nome e di fatto.
I due diventano immediatamente amici, girovagando per il manicomio perlopiù in cerca di donne, ma l'unica che finisce per attirarli è la vivacissima Bomba, paziente dall'animo canterino che, seppure involontariamente, finisce per prendersi gioco più volte dei due ingenui pazzoidi. Essi fanno inoltre continui scherzi telefonici approfittando delle assenze della centralinista.
Ad aumentare il clima surreale del manicomio sopraggiunge un baffuto personaggio che vanta improbabili radici milanesi nonostante il suo accento da "terrunciello": l'uomo importuna la bella direttrice in ogni modo e a ogni momento, al punto che la donna, stanca di tanta insistenza, decide di concedersi pur di levarselo di torno. Ma proprio quando l'uomo sta per riuscire nel suo intento, la rifiuta dopo averne scoperto l'origine siciliana. Durante lo scorrimento dei titoli di coda vi è però una scena dove i due convolano a nozze uscendo dalla chiesa in tutta fretta. Si scoprirà che lo sposo ha premura di tornare a casa non per consumare la loro prima notte di matrimonio ma per guardare la partita in TV, anche se presumibilmente la scena fa parte di quelle presenti prima dell'inizio e dopo la fine del film e che rappresentano sketch di barzellette tipiche italiane, slegate dalla trama del film ma interpretate dagli stessi attori.

## Produzione
La location principale utilizzata per rappresentare la clinica è la Villa Giovanelli Fogaccia, utilizzata in quegli anni per moltissimi altri film di genere. Altra location utilizzata è l'Istituto San Michele sito in Piazza Tosti a Roma.